# 悪魔超人
- キン肉マン > 悪魔超人
- キン肉マンII世 > 悪魔超人

悪魔超人（あくまちょうじん）は、ゆでたまごの漫画『キン肉マン』およびその続編『キン肉マンII世』に登場する架空の勢力。

## 概要
常人を超越した能力を持つ「超人」の中でも、悪魔そのものと言えるファイトスタイルを展開する者たちの総称。冷血、冷酷、冷徹の武闘派集団。長である悪魔将軍ことゴールドマンの教えに忠誠を誓う派閥であり、結束力も強い。大魔王サタンに魂を売り渡し、その意志通りに動く超人たちもいる。魔界（悪魔超人界）出身の超人も基本的に悪魔超人である。「敗者には死」を信条とし、多くが対戦相手が死亡するまで勝ち名乗りは受けない主義であり、味方に対しても敗北した者は処刑するなど容赦ない。
悪魔超人の歴史は古い。まず、伝説の古代超人ゴールドマン（悪魔将軍）が、超人閻魔と決裂して弟のシルバーマンと共に地上に降り立った。そして、悪魔超人始まりの地として金閣寺が立つ場所へ自らの道場「ゴールデンキャッスル」を建築、それが悪魔超人の源流となった。群雄割拠で闘争を続けていた地上の猛者たちを悪魔将軍が圧倒的な力と恐怖でまとめ上げたという経緯があり、その後に悪魔将軍は地上とは別次元の異世界「魔界」を建設し、悪魔超人の本拠地とする。太古より延々と正義超人と戦ってきたが、キン肉マンら正義超人（アイドル超人）たちとの戦いで7人の悪魔超人および悪魔六騎士が次々に敗北。さらには悪魔超人の長である悪魔将軍までもが敗れ、悪魔超人軍団は一気に瓦解したかにも見えたが、その後も生存者や復活した者が活動を続けている。
その後、正義超人・悪魔超人・完璧超人の間に三属性不可侵条約が締結。締結式にはアシュラマンが悪魔超人代表として出席した。条約の撤回に現れた完璧・無量大数軍との戦いでは陽動部隊として7人の悪魔超人が再集結し、正義超人と共闘する。本隊である悪魔将軍と悪魔六騎士は、完璧超人の本拠地である超人墓場に侵入し、完璧超人始祖の殲滅を狙う。
『キン肉マンII世』の時代には、悪魔超人の生き残りであるサンシャインが残虐超人・完璧超人と手を結び「d.M.p（デーモン・メイキング・プラント）」を結成、再び正義超人たちに戦いを挑んでいる。サンシャインの弟子たちも悪魔超人を名乗っているがサタンとの関連は不明。その後、サタンの力を得て悪魔超人へと変貌した悪魔の種子（デーモンシード）が登場している。

## 他勢力との関係

### 正義超人との関係
『キン肉マンII世』のアシュラマンの発言によれば、悪魔超人の最終目的は「正義超人の打倒と人間の支配」であり、正義超人を宿敵と定めて強い敵意を持っている。正義超人の打倒は悪魔超人にとって悲願であり、そのためなら毎日血の滲むような特訓も厭わない。一方、正義超人を好敵手として高く評価してもおり、彼らを侮辱する第三者へは怒りを露わにすることもある。
正義超人に敗北した後も打倒の意思は持ち続けているが、戦いを通じ正義超人の影響を受け、彼らに対する考え方、悪魔超人自体のあり方も変化している。その中でも、正義超人が最も大切にし、強さの根源でもある友情パワーには多大な影響を受けている。首領である悪魔将軍（ゴールドマン）がキン肉マンに敗れ、改心しサタンと袂を分かつ際は、「不甲斐ない采配に愛想を尽かした」と当初は反発していたアシュラマンたち。しかし、キン肉マンたちとの再戦を通じ、友情の素晴らしさを知り「悪魔にも友情はある」と考えを改める。結果として正義超人と悪魔超人の間で「友情」という概念が共有された。その後、悪魔将軍＝ゴールドマンの下で完全復活を遂げた悪魔騎士と7人の悪魔超人は、利害と敵勢力への無差別な憎しみで成り立ち、勝った者だけが評価され負けた者は制裁を受けるという、かつての集団ではなくなっていた。スプリングマンとステカセキングの友情に代表される、「7人の悪魔超人」「悪魔六騎士」という階級内だけでなく、階級の垣根を越えて信頼関係が育まれている。たとえ敗れても戦いぶりを評価しあい、仇を打つという概念が生まれるなど、男気と信念を兼ね備えた軍団となった。また、ブラックホールのように正義超人（ペンタゴン）と個人間の親交を持つ者も現れ、バッファローマン、アシュラマン、ザ・ニンジャなどは、状況によって正義超人（ブロッケンJr.、キン肉アタル）と同じ団体で共闘することも可能となった。正義超人に寝返った者（バッファローマンなど）も、出戻った際に咎めることなく受け入れられるようになった。
王位争奪編後には、アシュラマンが悪魔超人を代表し、三属性不可侵条約に調印することで事実上の停戦状態となった。その後の、完璧・無量大数軍、完璧超人始祖との戦いでは共闘することとなる。だが、悪魔超人とは積極的に協力し、敵である完璧超人とも戦いを通じて分かり合おうとする正義超人に対し、悪魔超人陣営は正義超人を戦いに巻き込まない姿勢を取り、倒した完璧超人も掟に従って止めを刺すなど、両者のスタンスは最後まで異なっていた。超人閻魔（ザ・マン）を倒して戦いに終止符を打った悪魔将軍は去り際に「悪魔は平気で約束を破る。不可侵条約などというものに胡座をかくな」と告げており、不可侵条約を一旦は承諾しつつも再戦の可能性もあることを示唆している。

### 完璧超人との関係
作中で悪魔超人と初めて遭遇した完璧超人は「夢の超人タッグ編」に登場した乱入コンビとヘル・ミッショネルズである。当初は完璧超人に対し、明確な敵意は持っておらず、はぐれ悪魔超人コンビとマッスル・ブラザーズの試合ではネプチューンマンがアシュラマンたちと共闘するような動きも見せていた。しかし、はぐれ悪魔超人コンビが敗北すると、ヘル・ミッショネルズが彼らを見限ってアシュラマンのマスクを狩り、サンシャインを殺害する。このことで関係が決裂し、決勝戦でアシュラマンがテリーマンを助けた行動に対し、アシュラマンの母は正義超人よりも完璧超人の方が憎いのだろうと語っている。アシュラマンはこの決勝戦で「わたしは悪魔だが今日だけは応援させてもらう」と、正義超人のロビンマスク、ブロッケンJr.と共に、キン肉マン、テリーマンを見守った。この行動に、対戦相手の完璧超人であるネプチューンマンも友情に感化される。「キン肉星王位争奪編」では、悪魔超人出身のバッファローマン、アシュラマン、ザ・ニンジャと完璧超人出身のネプチューンマンは、正義超人への協力と共闘をする関係となる。
王位争奪戦から1年半後の三属性不可侵条約締結時に、共にキン肉マンたちを助けて平和な世を望んでいたアシュラマン、ネプチューンマンが、テリーマンを介する形で握手をしている。しかしその後も、悪魔超人自体は完璧・無量大数軍など「完璧超人」に対し、正義超人のように評価する発言はなかった。アトランティスが「正義超人も気に入らないが、自分たちこそ完璧とエリート面したお前らがオレたち悪魔は徹底的に気に入らない」と発言するなど、正義超人以上に嫌悪している様子が見られる。ただし悪魔超人に敗れた完璧超人始祖たちは、ある程度の敬意を持たれていた。
魔界に伝わる伝説のミロスマンは悪魔超人の先祖の手にかかっており、歴史上公式戦で初めて「下等超人」に敗北した完璧超人。
『キン肉マンII世』の時代では、先述のとおりサンシャインが完璧超人や残虐超人と手を組んでd.M.pを結成している。サンシャインの弟子であるナイトメアズが万太郎らに敗れると、完璧超人、残虐超人側は同盟を反故にし悪魔超人の追放を宣告。サンシャインの方も彼らの裏切りを見越し、弟子たちへ反乱を指示しておくなど、根本的な信頼関係は全くなかった。その後の内紛によりd.M.pは崩壊し、彼らとの同盟関係も消滅する。

### 人間との関係
前述のように悪魔超人は人間の支配を目標に掲げている。だがそれは、正義超人と公正な戦いで勝利した上でもたらされるべきとも考えており、作中では悪魔超人が何もしない人間に対し危害を加える描写はない。アシュラマンのように人間に手を出すのは流儀に反するとする者もおり、人間に危害を加えたガンマンをスニゲーターが咎めたり、サンシャインがチェックメイトの暴行から観客を庇う場面などもある。そもそも七人の悪魔超人が登場した目的も超人界の制覇であり（その証としてキン肉マンにチャンピオンベルトを要求した）、人間に対してはとくに関心が無い様であった。
残酷かつ卑怯な手段も厭わないファイトスタイルから人間には嫌われている。しかし、悪魔は憎まれることこそ名誉という考えから、人間からの罵声はむしろ誇らしいものとして受け入れている。逆に、自分を応援する少年に対して「悪魔なんぞ応援してたら、ろくな大人にならねぇぞ」とアトランティスがたしなめたこともあった。

## 『キン肉マン』に登場する悪魔超人

### 首領格
悪魔超人の頂点に立つ存在。なお、悪魔将軍は大魔王サタンと同格、または同一視されることもあるが、サタンの傀儡に過ぎないとの説明もあり、描写によって一定していない。
- 悪魔将軍 - 悪魔超人たちを束ねる将。
- 大魔王サタン - 悪魔超人界の領袖。

### 7人の悪魔超人
あまりの非道さにより宇宙の果てに追放されていた、悪魔超人の尖兵。キン肉マンのチャンピオンベルトをかけ、挑戦状を叩きつける。
- バッファローマン
- ステカセキング
- ブラックホール
- アトランティス
- ミスターカーメン
- ザ・魔雲天
- スプリングマン

### 悪魔六騎士（地獄の六騎士）
悪魔超人の中でも上位に位置する存在。7人の悪魔超人が敗れたことにより姿を現した。
- スニゲーター
- プラネットマン
- ジャンクマン
- ザ・ニンジャ
- アシュラマン
- サンシャイン

## 『キン肉マンII世』に登場する悪魔超人

### d.M.p 悪魔超人軍
正義超人に敗れた悪魔超人・残虐超人・完璧超人の三派が手を結び、創立された組織。悪魔超人軍は、サンシャインを首領としていたが、ナイトメアズの敗北により組織が内部崩壊を起こす。
- サンシャイン - d.M.p悪魔超人軍首領。
- スカーフェイス / マルス[7]

#### ナイトメアズ
サンシャインが手塩にかけて育てた愛弟子2人。他にも数多くの若手がいる。
- レックス・キング
- チェック・メイト

### 悪魔の種子（デーモンシード）
人間に迫害されていた超人が、大魔王サタンのジェネラル・ストーンの力を得て悪魔超人となった者たち。
- ザ・コンステレーション
- ゲッパーランド
- メルトダウン
- ザ・タトゥーマン
- ボルトマン
- 再生（リボーン）アシュラマン / アシュラマンREBORN

## 悪魔超人の関係者

### 師匠
- サムソン・ティーチャー - アシュラマンに阿修羅バスターなどを伝授した超人
- ローラーマン - 『ディープオブマッスル!!』でサンシャインに呪いのローラーを伝授した超人

### 弟子
- コクモ - ザ・ニンジャの弟子。正義超人
- カイシャイン - サンシャインの弟子。『SPA!』での『キン肉マン』特集を記念して制作されたオリジナル超人[8]

### 親族
ブラックホールの親族
- バミューダ - 父親
- トライゴン - 祖父
- ペンタゴン - 従兄弟。正義超人
- エイプゴン - 従兄弟。正義超人として育っていたが、悪魔将軍に弟子入りした
- バミューダIII - 『ディープオブマッスル!!』に登場。ブラックホールと同じ一族の超人で、三つ子の兄弟

ザ・魔雲天の親族
- 暴留渓 - 息子

アシュラマンの親族
- イボンヌ - 妻
- シバ - 息子

スニゲーターの親族
- スニゲーターJr. - 息子。虚弱体質なため、格闘家しての活動は皆無
- MAXマン - 孫
- 娘 - 小説『キン肉マンII世 SP 伝説超人全滅!』のラストに登場

### その他
- プリプリマン - 『キン肉マンII世〜オール超人大進撃〜』に登場。悪魔超人を目指していたとされる
- ザ・ドゥームマン - 『キン肉マンII世〜オール超人大進撃〜』に登場。悪魔超人界に伝わる地獄のアーマーを授けられている
- 朱天童子 - 悪魔将軍の先祖。劇場版『キン肉マン 晴れ姿!正義超人』に登場
- パンダマン - 尾田栄一郎が考案し『キン肉マン 77の謎』に掲載された超人。後にゲーム『キン肉マンII世 新世代超人VS伝説超人』にも登場
- Mr.USB - 濱口優がバラエティ番組『アメトーーク!』で考案した超人。他の超人の技をコピーして使えるようになる悪魔超人という設定[9]。キンケシ化もされている

## 補足
敗北した仲間を処刑するなど、味方に対しても容赦のなかった悪魔超人だが、『キン肉マンII世』においては7人の悪魔超人と悪魔六騎士が合同トレーニングを行ったり、肩を組んで集合写真を撮ったりとアットホームな描写も多かった。これに対して作者は「普段は極悪非道な振る舞いをしているが、彼ら悪魔超人の中には、連帯感や仲間意識がもの凄くあったんだと思う」と述べている。
『キン肉マン』内においても、悪魔将軍がバッファローマンのスパーリングの相手を何度も務めていたという話や、「悪魔にだって友情はある」と仲間を助けるシーンなどが描かれている。
ウォーズマンのマスクを奪おうとするネプチューンマンに対し、アシュラマンが「どんなに相手が憎くてもマスクに手を掛けたことはない」と言っており、実際バッファローマンが脱げかけたキン肉マンのマスクを元に戻すなど、レスラーとしてはフェアに振る舞う時もある。ただしバッファローマンがステカセキングにキン肉マンのマスクを剥がすよう指示したり、アトランティスが自分が倒したロビンマスクのマスクを高々と掲げてるシーンもある。また、アシュラマンも悪霊と化した魔雲天たちを使ってキン肉マングレートのマスクを剥がそうとしていた。